# Anthonie van Noordt
Anthonie van Noordt (ook als Anthoni van Noordt) (Schagen, ca. 1619 – Amsterdam, begraven 23 maart 1675) was een Nederlands organist en componist.

## Leven
Anthonie van Noordt was een telg uit een bekend geslacht van kunstenaars in Amsterdam. Zijn vader, Sybrand van Noordt senior (ca. 1590-1654) was een schoolmeester, organist, die rond 1630 naar Amsterdam trok. Hij werd in 1642 beiaardier van de Zuiderkerk. Anthonie werd in 1652 benoemd tot organist van de Nieuwezijds Kapel als opvolger van zijn broer Jacobus van Noordt (1620-1680), die promoveerde naar de Oude Kerk.
In 1664 werd Van Noordt aangesteld aan de Nieuwe Kerk als opvolger van Dirk Janszoon Sweelinck. Hij behield zijn post tot 1673, toen hij op grond van zijn slechte gezondheid werd ontslagen met behoud van salaris. Zijn broer Jan, een bekend historie- en portretschilder, bewoonde een huis op de Bloemgracht in de Jordaan.
Tijdens zijn werkzame leven werd hij gevraagd orgels te keuren in Amsterdam en Rotterdam. Anthonie van Noordt bleef ongehuwd en werd begraven in de Zuiderkerk.

## Werk
In 1659 verscheen de bundel Tabulatuur-boeck van Psalmen en Fantasyen. Het bevat de enig bekende composities van Anthoni van Noordt: tien psalmen met variaties en zes fantasieën voor orgel. Deze stukken behoren tot het beste wat er in de zeventiende eeuw in Nederland is gecomponeerd; ze staan nog geheel in de traditie van de werken van Jan Pieterszoon Sweelinck. De algemene smaak was in de tussentijd echter sterk veranderd en het succes bleef uit. Constantijn Huygens oordeelde desgevraagd dan ook gereserveerd over de stukken. Een exemplaar is bewaard gebleven en bevindt zich in de collectie van de Jagiellonische Universiteit te Krakau.